# Microphorella curtipes
Microphorella curtipes är en tvåvingeart som först beskrevs av Becker 1910.  Microphorella curtipes ingår i släktet Microphorella och familjen styltflugor. Inga underarter finns listade i Catalogue of Life.